# Černozem
Crnica ili černozem je zonalni tip zemljišta koji je razvijen na lesnoj podlozi. Nastaje pod utjecajem stepske i kontinentalne klime. Tijekom jeseni i oštre zime, kada je raspadanje organskih tvari svedeno na minimum dolazi do nagomilavanja humusa. Iz tog razloga je crnica vrlo plodno tlo. Tijekom vlažnijeg proljeća na černozemu buja travnata vegetacija.